# ژان-پیر ماهه
ژان-پیر ماهه (فرانسوی: Jean-Pierre Mahé‎؛ ارمنی: Ժան Պիեռ Մահե؛ زادهٔ ۲۱ مارس ۱۹۴۴) تاریخ‌نگار، شرق‌شناس، لغت‌شناس و مترجم متخصص ارمنستان‌شناسی، قفقاز خاور نزدیک اهل فرانسه است. ماهه عضو آکادمی بریتانیا، فرهنگستان کتیبه‌شناسی و زبان‌های باستانی فرانسه و هیئت علمی دانشگاه استراسبورگ می‌باشد.

## زندگی‌نامه
وی در ۲۱ مارس ۱۹۴۴ در پاریس به دنیا آمد و از مؤسسه ملی زبان‌ها و تمدن‌های شرقی (۱۹۷۵) و دانشگاه کاتولیک پاریس (۱۹۷۵) فارغ‌التحصیل شد. وی عضو فرهنگستان کتیبه‌شناسی و زبان‌های باستانی فرانسه، en:Société Asiatique، آکادمی بریتانیا، فرهنگستان ملی علوم ارمنستان و آکادمی ملی علوم گرجستان می‌باشد. وی همچنین برندهٔ جوایزی همچون لژیون دونور شده‌است.

## آثار
- L'Arménie à l'épreuve des siècles (۲۰۰۵)

## جستارهای وابسته

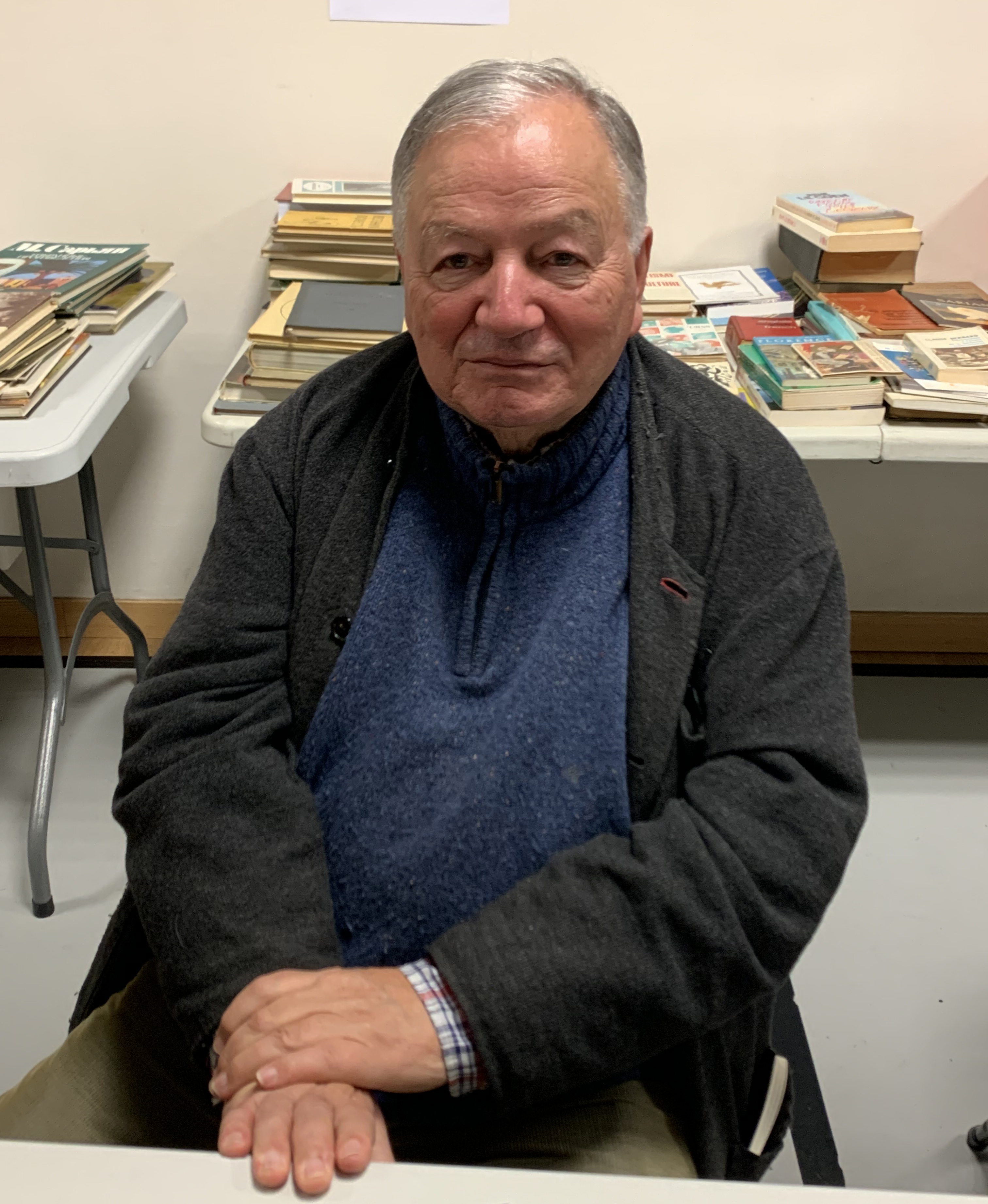